# Commersonia
Commersonia är ett släkte av malvaväxter. Commersonia ingår i familjen malvaväxter.

## Bildgalleri

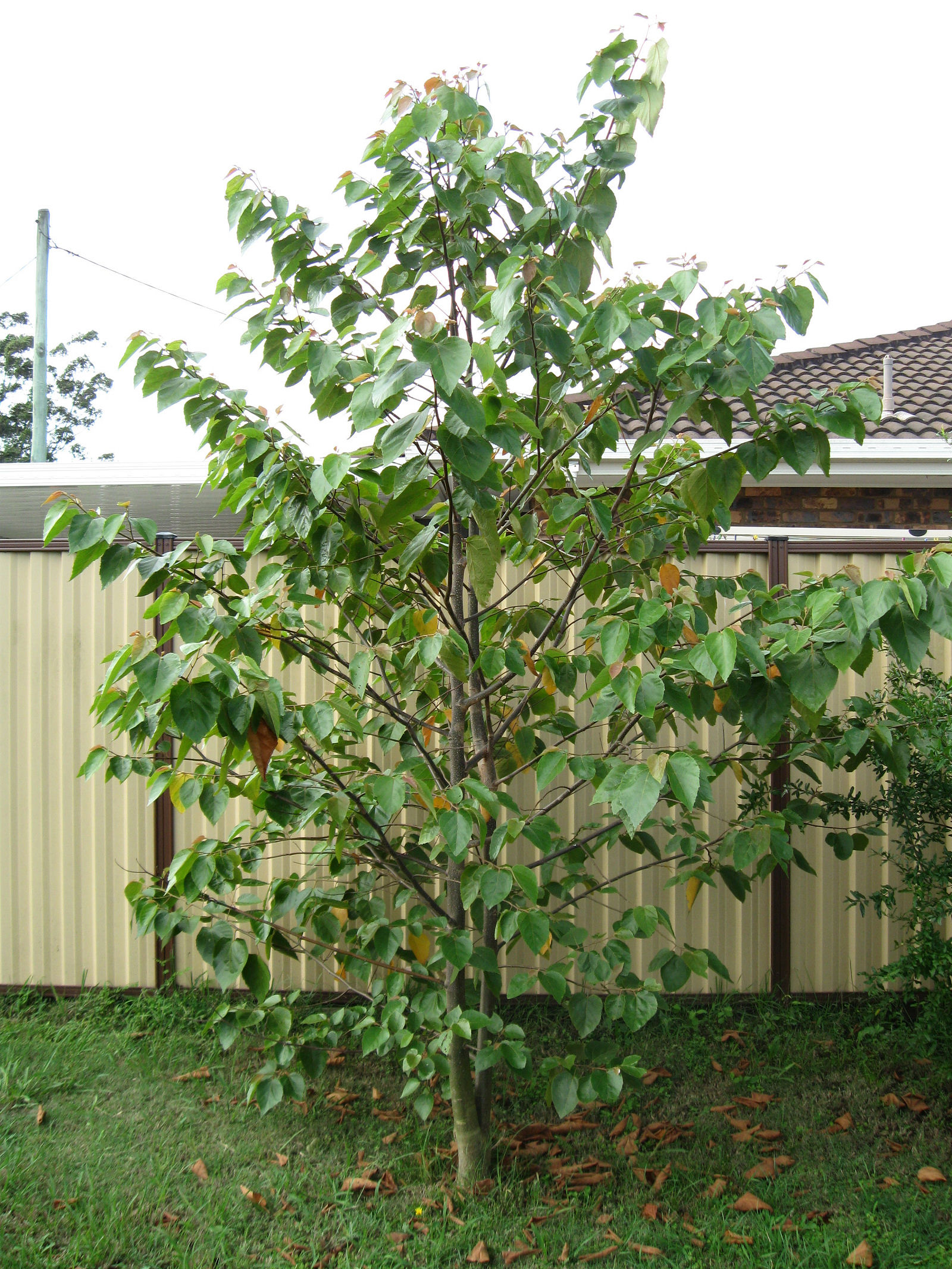

## Dottertaxa tillCommersonia, i alfabetisk ordning[1]
- Commersonia amystia
- Commersonia apella
- Commersonia bartramia
- Commersonia borealis
- Commersonia breviseta
- Commersonia corylifolia
- Commersonia craurophylla
- Commersonia cygnorum
- Commersonia dasyphylla
- Commersonia densiflora
- Commersonia diphylla
- Commersonia erythrogyna
- Commersonia gilva
- Commersonia grandiflora
- Commersonia hermanniifolia
- Commersonia kempeana
- Commersonia macrostipulata
- Commersonia madagascariensis
- Commersonia magniflora
- Commersonia malvifolia
- Commersonia novoguinensis
- Commersonia obliqua
- Commersonia parviflora
- Commersonia platycalyx
- Commersonia prostrata
- Commersonia rotundifolia
- Commersonia rugosa
- Commersonia salviifolia
- Commersonia tahitensis
- Commersonia tratmannii